# Krivodol (huyện)
Krivodol là một huyện thuộc tỉnh Vratsa, Bungaria. Dân số thời điểm năm 2001 là 12274 người.